# Tour de Francia 1984
El 71.er Tour de Francia se disputó entre el 29 de junio y el 22 de julio de 1984 con un recorrido de 4021 km, dividido en un prólogo y 23 etapas de las que la 3.ª y 4.ª se disputaron en un mismo día. Participaron 17 equipos de 10 corredores de los que solo 2 finalizaron la prueba con todos sus integrantes. El vencedor cubrió la prueba a una velocidad media de 35,882 km/h.

## Equipos
| N.    | Cod. | Equipo                 |
| ----- | ---- | ---------------------- |
| 1-10  | REN  | Renault-Elf            |
| 11-20 | REY  | Reynolds               |
| 21-30 | PAN  | Panasonic              |
| 31-40 | RED  | La Redoute             |
| 41-50 | SYS  | Système U              |
| 51-60 | SKI  | Skil-Reydel-Sem-Mavic  |
| 61-70 | PEU  | Peugeot-Shell-Michelin |
| 71-80 | SPO  | Sporting-Raposeira     |
| 81-90 | TEK  | Teka                   |

| N.      | Cod. | Equipo                      |
| ------- | ---- | --------------------------- |
| 91-100  | SPL  | Splendor-Jacky Aernoudt     |
| 101-110 | COO  | Coop-Hoonved                |
| 111-120 | CIL  | Cilo-Aufina                 |
| 121-130 | KWA  | Kwantum Hallen-Decosol-Yoko |
| 131-140 | LVC  | La Vie Claire-Terraillon    |
| 141-150 | COL  | Varta-Colombia              |
| 151-160 | BdO  | Europ Decor-Boule d'Or      |
| 161-170 | CAR  | Carrera-Inoxpran            |

## Etapas
| Etapa   | Fecha  | Recorrido                                | Distancia (km) | Ganador                | Líder              |
| ------- | ------ | ---------------------------------------- | -------------- | ---------------------- | ------------------ |
| Prólogo | 29 jun | Montreuil-Noisy-le-Sec                   | 5,4 (CRI)      | Bernard Hinault        | Bernard Hinault    |
| 1.ª     | 30 jun | Bondy-Saint-Denis                        | 148,5          | Frank Hoste            | Ludo Peeters       |
| 2.ª     | 1 jul  | Bobigny-Louvroil                         | 249            | Marc Madiot            | Jacques Hanegraaf  |
| 3.ª     | 2 jul  | Louvroil-Valenciennes                    | 51 (CRE)       | Renault-Elf            | Jacques Hanegraaf  |
| 4.ª     | 2 jul  | Valenciennes-Béthune                     | 83             | Ferdi Van Den Haute    | Adrie van der Poel |
| 5.ª     | 3 jul  | Béthune-Cergy-Pontoise                   | 207            | Paulo Ferreira         | Vincent Barteau    |
| 6.ª     | 4 jul  | Cergy-Pontoise-Alençon                   | 202            | Frank Hoste            | Vincent Barteau    |
| 7.ª     | 5 jul  | Alençon-Le Mans                          | 67 (CRI)       | Laurent Fignon         | Vincent Barteau    |
| 8.ª     | 6 jul  | Le Mans-Nantes                           | 192            | Pascal Jules           | Vincent Barteau    |
| 9.ª     | 7 jul  | Nantes-Burdeos                           | 338            | Jan Raas               | Vincent Barteau    |
| 10.ª    | 8 jul  | Langon-Pau                               | 198            | Eric Vanderaerden      | Vincent Barteau    |
| 11.ª    | 9 jul  | Pau-Guzet-Neige                          | 226,5          | Robert Millar          | Vincent Barteau    |
| 12.ª    | 10 jul | Saint-Girons-Blagnac                     | 111            | Pascal Poisson         | Vincent Barteau    |
| 13.ª    | 11 jul | Blagnac-Rodez                            | 220,5          | Pierre-Henri Menthéour | Vincent Barteau    |
| 14.ª    | 12 jul | Rodez-Domaine du Rouret                  | 227,5          | Fons De Wolf           | Vincent Barteau    |
| 15.ª    | 13 jul | Domaine du Rouret-Grenoble               | 241,5          | Frédéric Vichot        | Vincent Barteau    |
| 16.ª    | 15 jul | Les Echelles-La Ruchère en Chartreuse    | 22 (CRI)       | Laurent Fignon         | Vincent Barteau    |
| 17.ª    | 16 jul | Grenoble-Alpe d'Huez                     | 151            | Luis Herrera           | Laurent Fignon     |
| 18.ª    | 17 jul | Bourg-d'Oisans-La Plagne                 | 185,5          | Laurent Fignon         | Laurent Fignon     |
| 19.ª    | 18 jul | La Plagne-Morzine                        | 186            | Ángel Arroyo           | Laurent Fignon     |
| 20.ª    | 19 jul | Morzine-Crans-Montana                    | 140,5          | Laurent Fignon         | Laurent Fignon     |
| 21.ª    | 20 jul | Crans-Montana-Villefranche-en-Beaujolais | 320,5          | Frank Hoste            | Laurent Fignon     |
| 22.ª    | 21 jul | Villié-Morgon-Villefranche-en-Beaujolais | 51 (CRI)       | Laurent Fignon         | Laurent Fignon     |
| 23ª     | 22 jul | Pantin-París                             | 196,5          | Eric Vanderaerden      | Laurent Fignon     |

CR = Contrarreloj individual
CRE = Contrreloj por equipos

## Clasificaciones[1]

### Clasificación general
| Posición | Ciclista           | Equipo                   | Tiempo            |
| -------- | ------------------ | ------------------------ | ----------------- |
| 1        | Laurent Fignon     | Renault-Elf              | 112 h 03 min 40 s |
| 2        | Bernard Hinault    | La Vie Claire-Terraillon | 10 min 32 s       |
| 3        | Greg LeMond        | Renault-Elf              | 11 min 46 s       |
| 4        | Robert Millar      | Peugeot-Shell-Michelin   | 14 min 42 s       |
| 5        | Sean Kelly         | Skil-Reydel-Sem-Mavic    | 16 min 35 s       |
| 6        | Ángel Arroyo       | Reynolds                 | 19 min 22 s       |
| 7        | Pascal Simon       | Peugeot-Shell-Michelin   | 21 min 17 s       |
| 8        | Pedro Muñoz        | Teka                     | 26 min 17 s       |
| 9        | Claude Criquielion | Splendor                 | 29 min 12 s       |
| 10       | Phil Anderson      | Panasonic                | 29 min 16 s       |

### Clasificación por puntos
| Puesto | Ciclista          | Equipo                   | Puntos |
| ------ | ----------------- | ------------------------ | ------ |
| 1      | Frank Hoste       | Boule d'Or-Europ Decor   | 322    |
| 2      | Sean Kelly        | Skil-Reydel-Sem-Mavic    | 318    |
| 3      | Eric Vanderaerden | Panasonic-Raleigh        | 247    |
| 4      | Leo van Vliet     | Kwantum                  | 173    |
| 5      | Bernard Hinault   | La Vie Claire-Terraillon | 146    |

### Clasificación de la montaña
| Puesto | Ciclista                | Equipo                 | Puntos |
| ------ | ----------------------- | ---------------------- | ------ |
| 1      | Robert Millar           | Peugeot-Shell-Michelin | 284    |
| 2      | Laurent Fignon          | Renault-Elf            | 212    |
| 3      | Ángel Arroyo            | Reynolds               | 140    |
| 4      | Luis Herrera            | Varta                  | 108    |
| 5      | José Patrocinio Jiménez | Teka                   | 92     |

### Clasificación de los jóvenes
| Puesto | Ciclista        | Equipo                   | Tiempo            |
| ------ | --------------- | ------------------------ | ----------------- |
| 1      | Greg LeMond     | Renault-Elf              | 112 h 15 min 26 s |
| 2      | Pedro Muñoz     | Teka                     | + 14 min 31 s     |
| 3      | Niki Rüttimann  | La Vie Claire-Terraillon | + 19 min 12 s     |
| 4      | Rafael Acevedo  | Varta                    | + 21 min 46 s     |
| 5      | Antonio Agudelo | Varta                    | + 37 min 39 s     |

### Clasificación de los sprints intermedios
| Puesto | Ciclista          | Equipo                   | Puntos |
| ------ | ----------------- | ------------------------ | ------ |
| 1      | Jacques Hanegraaf | Kwantum                  | 155    |
| 2      | Bernard Hinault   | La Vie Claire-Terraillon | 52     |
| 3      | Laurent Fignon    | Renault-Elf              | 51     |

### Clasificación por equipos por tiempos
| Puesto | Equipo                   | Tiempo            |
| ------ | ------------------------ | ----------------- |
| 1      | Renault-Elf              | 336 h 31 min 16 s |
| 2      | Skil-Reydel-Sem-Mavic    | + 46 min 44 s     |
| 3      | Reynolds                 | + 57 min 58 s     |
| 4      | Peugeot-Shell-Michelin   | + 1 h 01 min 57 s |
| 5      | La Vie Claire-Terraillon | + 1 h 15 min 59 s |

### Clasificación por equipos por puntos
| Puesto | Equipo                 | Puntos |
| ------ | ---------------------- | ------ |
| 1      | Panasonic              | 1159   |
| 2      | Renault-Elf            | 1318   |
| 3      | Peugeot-Shell-Michelin | 1322   |

## Evolución de las clasificaciones
| Etapa | Ganador                | Clasificación general | Clasificación por puntos | Clasificación de la montaña | Clasificación de los jóvenes |
| ----- | ---------------------- | --------------------- | ------------------------ | --------------------------- | ---------------------------- |
| P     | Bernard Hinault        | Bernard Hinault       | Bernard Hinault          | no se otorgó                | Allan Peiper                 |
| 1     | Frank Hoste            | Ludo Peeters          | Frank Hoste              | Ludo Peeters                | Allan Peiper                 |
| 2     | Marc Madiot            | Jacques Hanegraaf     | Jean-Francois Rault      | Ludo Peeters                | Jacques Hanegraaf            |
| 3     | Renault-Elf            | Jacques Hanegraaf     | Jean-Francois Rault      | Ludo Peeters                | Jacques Hanegraaf            |
| 4     | Ferdi Van Den Haute    | Adrie van der Poel    | Jean-Francois Rault      | Ludo Peeters                | Jacques Hanegraaf            |
| 5     | Paulo Ferreira         | Vincent Barteau       | Frank Hoste              | Ludo Peeters                | Vincent Barteau              |
| 6     | Frank Hoste            | Vincent Barteau       | Frank Hoste              | Ludo Peeters                | Vincent Barteau              |
| 7     | Laurent Fignon         | Vincent Barteau       | Frank Hoste              | Ludo Peeters                | Vincent Barteau              |
| 8     | Pascal Jules           | Vincent Barteau       | Frank Hoste              | Ludo Peeters                | Vincent Barteau              |
| 9     | Jan Raas               | Vincent Barteau       | Frank Hoste              | Ludo Peeters                | Vincent Barteau              |
| 10    | Eric Vanderaerden      | Vincent Barteau       | Frank Hoste              | Ludo Peeters                | Vincent Barteau              |
| 11    | Robert Millar          | Vincent Barteau       | Frank Hoste              | Jean-René Bernaudeau        | Vincent Barteau              |
| 12    | Pascal Poisson         | Vincent Barteau       | Frank Hoste              | Jean-René Bernaudeau        | Vincent Barteau              |
| 13    | Pierre-Henri Mentheour | Vincent Barteau       | Frank Hoste              | Jean-René Bernaudeau        | Vincent Barteau              |
| 14    | Fons De Wolf           | Vincent Barteau       | Frank Hoste              | Jean-René Bernaudeau        | Vincent Barteau              |
| 15    | Frederic Vichot        | Vincent Barteau       | Frank Hoste              | Jean-René Bernaudeau        | Vincent Barteau              |
| 16    | Laurent Fignon         | Vincent Barteau       | Frank Hoste              | Jean-René Bernaudeau        | Vincent Barteau              |
| 17    | Luis Herrera           | Laurent Fignon        | Frank Hoste              | Robert Millar               | Vincent Barteau              |
| 18    | Laurent Fignon         | Laurent Fignon        | Frank Hoste              | Robert Millar               | Greg LeMond                  |
| 19    | Ángel Arroyo           | Laurent Fignon        | Frank Hoste              | Robert Millar               | Greg LeMond                  |
| 20    | Laurent Fignon         | Laurent Fignon        | Frank Hoste              | Robert Millar               | Greg LeMond                  |
| 21    | Frank Hoste            | Laurent Fignon        | Frank Hoste              | Robert Millar               | Greg LeMond                  |
| 22    | Laurent Fignon         | Laurent Fignon        | Sean Kelly               | Robert Millar               | Greg LeMond                  |
| 23    | Eric Vanderaerden      | Laurent Fignon        | Frank Hoste              | Robert Millar               | Greg LeMond                  |
| Final | Final                  | Laurent Fignon        | Frank Hoste              | Robert Millar               | Greg LeMond                  |